# Leea curtisii
Leea curtisii är en vinväxtart som beskrevs av George King. Leea curtisii ingår i släktet Leea och familjen vinväxter. Inga underarter finns listade i Catalogue of Life.